# Ozeluí
José Luis Prats (Granada, 1953) es un historietista español que firma sus historietas bajo el pseudónimo "Ozeluí". Es conocido principalmente por su colaboración con el semanario satírico El Jueves.

## Biografía
Comenzó realizando humor gráfico para la prensa granadina, haciendo dibujos para publicidad y colaborando en diversas publicaciones. Tras ello empieza a colaborar con "El Jueves" inicialmente dibujando páginas sin periodicidad fija. Muy pronto consigue abrirse paso en "la revista que sale los miércoles" creando personajes como Curro Córner y La tita Virginia, quiénes rápidamente alcanzan gran popularidad. También creó a Isidoro Piñonfijo (1993) para Puta Mili. Ozeluí fue galardonado por el premio "al mejor dibujo de historieta de humor"  concedido por el Jurado de los Premios Diario de Avisos.

## Álbumes publicados
- Curro Córner: Tuercebotas al poder. 2001, (Col. Nuevos Pendones del Humor, n.º 10,  Ediciones El Jueves).
- Curro Córner: El Furbo es así. 2002, (Col. Nuevos Pendones del Humor, n.º 25,  Ediciones El Jueves).
- Curro Córner: ¡sin dar un balón por perdido!. 2003, (Col. Nuevos Pendones del Humor, n.º 39,  Ediciones El Jueves).